# ジェニファー・ヒグドン
ジェニファー・ヒグドン（Jennifer Higdon、1962年12月31日 - ）は、アメリカのクラシック音楽の作曲家、フルート奏者。

## 略歴
ニューヨークのブルックリンに生れ、10歳まではアトランタ、それ以降はテネシーで過ごした。高度なフルートの教育は受けていないが、彼女はボーリング・グリーン州立大学でフルート奏者として学位を取るために学んだ。彼女は、ボーリンググリーンの指揮コースで教えていたロバート・スパーノと出会った。スパーノはアメリカのオーケストラのコミュニティでヒグドンの音楽の最大の援護者であり続けている。クリストフ・エッシェンバッハ、マリン・オールソップ、レオナルド・スラトキンを含む指揮者がヒグドンと共に仕事をしている。ヒグドンはカーティス音楽院でデイヴィッド・ローブに学び芸術の学位を取得し、ペンシルベニア大学でジョージ・クラムの指導のもと、作曲の修士号と博士号を取得した。
ヒグドンはカーティス音楽院で作曲研究のミルトン・L・ロック教授職にあり、作曲を教えている。彼女は、2005年から2006年の間ピッツバーグ交響楽団、2006年から2007年にグリーンベイ交響楽団、2007年から2008年にフィラデルフィア管弦楽団の、専属作曲家を務めた。彼女の音楽のスタイルは伝統的な調性の要素を使い、面白い音色の組み合わせの絶妙なテクニックを持つ。2002年、ヒグドンは二つの主要な交響曲の委嘱を受けた。フィラディルフィア管弦楽団から委嘱された、「オーケストラのためのコンチェルト」とアトランタ交響楽団から委嘱された「City Scape」である。メラノーマによって亡くなった彼女の兄弟アンドリュー・ブルー・ヒグドンの死を扱った一楽章から成る音詩「blue cathedral」は、すぐに存命のアメリカの作曲家の中で最も演奏される現代のオーケストラ曲となった。2000年の初演以来200以上のオーケストラで演奏されている。ヴァイオリン協奏曲で2010年のピューリッツァー賞、パーカッション協奏曲で同年のグラミー賞を受賞した。

## 作風
ジェニファー・ヒグドンの作品の多くは新ロマン主義と見なされており、八音音階を使用する傾向がある。様式の自由、激しいダイナミックスの変化、密度の濃いテクスチュアに特徴がある。ヒグドンの作品の多くは調性があるが、無調の作品もある。